# 16a etapa del Tour de França de 2012
La 16a etapa del Tour de França de 2012 es disputà el dimecres 18 de juliol de 2012 sobre un recorregut de 197 km entre les localitats de Pau i Banhèras de Luishon.
El vencedor de l'etapa fou el francès Thomas Voeckler (Team Europcar), que s'imposà en solitari en l'arribada a Banhèras de Luishon després de rodar en solitari els darrers 80 km d'etapa, des que a manca de 5 km pel cim del coll del Tourmalet deixés enrere el seu company d'escapada Brice Feillu (Saur-Sojasun). El segon en l'etapa fou Chris Anker Sørensen (Team Saxo-Tinkoff) i tercer Gorka Izagirre (Euskaltel–Euskadi). Entre els favorits destaca la pèrdua de temps de Cadel Evans (BMC Racing Team), que el deixà quasi sense opcions a entrar al podi final de París. El seu company d'equip Tejay van Garderen s'assegurà una mica més el mallot dels joves en treure-li temps al segon classificat. Thomas Voeckler, a banda de la victòria d'etapa i el premi a la combativitat, aconseguí el mallot de la muntanya gràcies al fet que va passar en primera posició pels quatre ports del dia.

## Perfil de l'etapa
Etapa reina de la present edició de la cursa als Pirineus, sense cap quilòmetre pla, i amb l'ascensió de manera encadenada a quatre grans colossos: Coll d'Aubisque (km 53,5); el coll del Tourmalet (km 120,5), on es troba el premi Jacques Goddet; el coll d'Aspin (km 150,5) i el coll de Peyresourde (km 181,5), a sols 16 km de l'arribada a Banhèras de Luishon. La sortida es fa a Pau, sent l'esprint intermedi a Vièla (km 26), abans de l'inici de l'ascensió al primer port.

## Desenvolupament de l'etapa
Fins a 38 ciclistes, al voltant d'una quarta part dels ciclistes que formen part del gran grup a l'inici de l'etapa, formaren part de l'escapada inicial que es formà al voltant del km 25, entre els quals hi havia tres ciclistes que es trobaven entre els 20 primers classificats: el líder de la classificació de la muntanya, Fredrik Kessiakoff (Astana Qazaqstan Team) i els vencedors d'etapa al Tour Thomas Voeckler (Team Europcar) i Pierrick Fédrigo (FDJ-BigMat). Voeckler i Kessiakoff van encapçalar el grup al pas per l'Aubisque amb 3' 40" sobre el grup en què viatjava el mallot groc. El grup capdavanter es va mantenir unit fins a l'inici de l'ascensió al Coll del Tourmalet. En aquest punt el grup es començà a fraccionar després d'una acceleració de Daniel Martin (Garmin-Sharp), Kessiakoff i Laurens ten Dam (Rabobank ProTeam). Més tard es van afegir a aquest grup capdavanter Voeckler, George Hincapie (BMC Racing Team), Chris Anker Sørensen (Team Saxo-Tinkoff) i Brice Feillu (Saur-Sojasun). A manca de 5 km pel cim Voeckler i Feillu deixaren enrere els seus companys d'escapada, sent Voeckler el primer a passar pel cim del Tourmalet, alhora que retallava punts a Kessiakoff en la lluita pel mallot de la muntanya. El gran grup passà pel cim deu minuts després.
Voeckler i Feillu aconseguiren un avantatge de prop de 2 minuts als peus del coll d'Aspin respecte a un grup format per 8 ciclistes, en el que ja no hi era Kessiakoff, totalment esgotat després de la lluita amb Voeckler pels punts de la muntanya. En l'ascens Voeckler deixà enrere el seu company d'escapada, marxant en solitari cap a la meta. En el grup dels favorits el Liquigas-Cannondale i el Team Sky van augmentar el ritme, cosa que va provocar una progressiva reducció del grup. Cadel Evans (BMC Racing Team) en fou el més perjudicat, perdent contacte en el darrer tram d'ascensió, tot i que amb l'ajuda dels seus companys d'equip aconseguí reincorporar-se al grup en el tram inicial del coll de Peyresourde. Amb tot, durant l'ascensió al darrer port del dia tornà a despenjar-se definitivament del grup dels favorits després d'una acceleració inicial de Vincenzo Nibali (Liquigas-Cannondale). Voeckler passà en primera posició pel seu cim, aconseguint els punts necessaris per a aconseguir el mallot de la muntanya i Sørensen el seguí un minut i mig més tard. Nibali va atacar dues vegades més en la darrera part de l'ascensió, però Wiggins sempre es va mantenir al seu costat.
Al capdavant Voeckler es dirigí cap a la victòria a Banhèras de Luishon, aconseguint d'aquesta manera la seva segona victòria d'etapa en la present edició, en una vila en què el 2010 ja havia guanyat. Sørensen arribà 1' 40" més tard, mentre que Gorka Izagirre (Euskaltel–Euskadi) arribà tercer. Nibali, Wiggins i Froome arribaren set minuts més tard que Voeckler, mentre que Evans perdé quasi cinc minuts respecte a aquest trio, amb la qual cosa passava de la tercera a la setena posició en la general.

## Punts
| Primer  | Sérgio Paulinho (POR)            | 20 pts |
| Segon   | Sandy Casar (FRA)                | 17 pts |
| Tercer  | Steven Kruijswijk (NED)          | 15 pts |
| Quart   | Yukiya Arashiro (JPN)            | 13 pts |
| Cinquè  | Eduard Vorgànov (RUS)            | 11 pts |
| Sisè    | Steven Cummings (GBR)            | 10 pts |
| Setè    | Marco Marzano (ITA)              | 9 pts  |
| Vuitè   | Rafael Valls (ESP)               | 8 pts  |
| Novè    | Jens Voigt (GER)                 | 7 pts  |
| Desè    | Daniel Martin (IRL)              | 6 pts  |
| Onzè    | Jorge Azanza (ESP)               | 5 pts  |
| Dotzè   | Matthieu Ladagnous (FRA)         | 4 pts  |
| Tretzè  | Vassil Kirienka (BLR)            | 3 pts  |
| Catorzè | Guillaume Levarlet (FRA)         | 2 pts  |
| Quinzè  | Rui Alberto Faria da Costa (POR) | 1 pt   |

| Primer  | Thomas Voeckler (FRA)      | 20 pts |
| Segon   | Chris Anker Sørensen (DEN) | 17 pts |
| Tercer  | Gorka Izagirre (ESP)       | 15 pts |
| Quart   | Aleksandr Vinokúrov (KAZ)  | 13 pts |
| Cinquè  | Brice Feillu (FRA)         | 11 pts |
| Sisè    | Jens Voigt (GER)           | 10 pts |
| Setè    | Daniel Martin (IRL)        | 9 pts  |
| Vuitè   | Simone Stortoni (ITA)      | 8 pts  |
| Novè    | Giampaolo Caruso (ITA)     | 7 pts  |
| Desè    | Laurens ten Dam (NED)      | 6 pts  |
| Onzè    | Vincenzo Nibali (ITA)      | 5 pts  |
| Dotzè   | Bradley Wiggins (GBR)      | 4 pts  |
| Tretzè  | Christopher Froome (GBR)   | 3 pts  |
| Catorzè | Nicolas Roche (IRL)        | 4 pts  |
| Quinzè  | Tejay van Garderen (USA)   | 1 pt   |

## Ports de muntanya
| Primer | Thomas Voeckler (FRA)      | 25 pts |
| Segon  | Fredrik Kessiakoff (SWE)   | 20 pts |
| Tercer | Yukiya Arashiro (JPN)      | 16 pts |
| Quart  | Chris Anker Sørensen (DEN) | 14 pts |
| Cinquè | Aleksandr Vinokúrov (KAZ)  | 12 pts |
| Sisè   | Daniel Martin (IRL)        | 10 pts |
| Setè   | Vladímir Karpets (RUS)     | 8 pts  |
| Vuitè  | Egoi Martínez (ESP)        | 6 pts  |
| Novè   | Eduard Vorgànov (RUS)      | 4 pts  |
| Desè   | Gorka Izagirre (ESP)       | 2 pts  |

| Primer | Thomas Voeckler (FRA)      | 25 pts |
| Segon  | Brice Feillu (FRA)         | 20 pts |
| Tercer | Daniel Martin (IRL)        | 16 pts |
| Quart  | Fredrik Kessiakoff (SWE)   | 14 pts |
| Cinquè | Chris Anker Sørensen (DEN) | 12 pts |
| Sisè   | Laurens ten Dam (NED)      | 10 pts |
| Setè   | Jens Voigt (GER)           | 8 pts  |
| Vuitè  | George Hincapie (USA)      | 6 pts  |
| Novè   | Simone Stortoni (ITA)      | 4 pts  |
| Desè   | Aleksandr Vinokúrov (KAZ)  | 2 pts  |

| Primer | Thomas Voeckler (FRA)      | 10 pts |
| Segon  | Brice Feillu (FRA)         | 8 pts  |
| Tercer | Aleksandr Vinokúrov (KAZ)  | 6 pts  |
| Quart  | Chris Anker Sørensen (DEN) | 4 pts  |
| Cinquè | Jens Voigt (GER)           | 2 pts  |
| Sisè   | Gorka Izagirre (ESP)       | 1 pt   |

| Primer | Thomas Voeckler (FRA)      | 10 pts |
| Segon  | Chris Anker Sørensen (DEN) | 8 pts  |
| Tercer | Aleksandr Vinokúrov (KAZ)  | 6 pts  |
| Quart  | Gorka Izagirre (ESP)       | 4 pts  |
| Cinquè | Brice Feillu (FRA)         | 2 pts  |
| Sisè   | Jens Voigt (GER)           | 1 pt   |

## Classificació de l'etapa
|    | Ciclista                   | Equip                 | Temps      |
| -- | -------------------------- | --------------------- | ---------- |
| 1  | Thomas Voeckler (FRA)      | Team Europcar         | 5h 35' 02" |
| 2  | Chris Anker Sørensen (DEN) | Team Saxo-Tinkoff     | + 1' 40"   |
| 3  | Gorka Izagirre (ESP)       | Euskaltel–Euskadi     | + 3' 22"   |
| 4  | Aleksandr Vinokúrov (KAZ)  | Astana Qazaqstan Team | + 3' 22"   |
| 5  | Brice Feillu (FRA)         | Saur-Sojasun          | + 3' 58"   |
| 6  | Jens Voigt (GER)           | RadioShack-Nissan     | + 4' 18"   |
| 7  | Daniel Martin (IRE)        | Garmin-Sharp          | + 6' 08"   |
| 8  | Simone Stortoni (ITA)      | Lampre-ISD            | + 6' 08"   |
| 9  | Giampaolo Caruso (ITA)     | Team Katusha          | + 6' 08"   |
| 10 | Laurens ten Dam (NED)      | Rabobank ProTeam      | + 6' 11"   |

## Classificació general
|    | Ciclista                    | Equip                 | Temps       |
| -- | --------------------------- | --------------------- | ----------- |
| 1  | Bradley Wiggins (GBR)       | Team Sky              | 74h 15' 32" |
| 2  | Chris Froome (GBR)          | Team Sky              | + 2' 05"    |
| 3  | Vincenzo Nibali (ITA)       | Liquigas-Cannondale   | + 2' 23"    |
| 4  | Jurgen van den Broeck (BEL) | Lotto-Belisol         | + 5' 46"    |
| 5  | Haimar Zubeldia (ESP)       | RadioShack-Nissan     | + 7' 13"    |
| 6  | Tejay van Garderen (USA)    | BMC Racing Team       | + 7' 55"    |
| 7  | Cadel Evans (AUS)           | BMC Racing Team       | + 8' 06"    |
| 8  | Janez Brajkovič (SVN)       | Astana Qazaqstan Team | + 9' 09"    |
| 9  | Pierre Rolland (FRA)        | Team Europcar         | + 10' 10"   |
| 10 | Thibaut Pinot (FRA)         | FDJ-BigMat            | + 11' 43"   |

## Classificacions annexes
|    | Ciclista                  | Equip               | Punts   |
| -- | ------------------------- | ------------------- | ------- |
| 1r | Peter Sagan (SVK)         | Liquigas-Cannondale | 356 pts |
| 2n | André Greipel (GER)       | Lotto-Belisol       | 254 pts |
| 3r | Matthew Harley Goss (AUS) | Orica-GreenEDGE     | 203 pts |

|    | Ciclista                   | Equip                 | Punts   |
| -- | -------------------------- | --------------------- | ------- |
| 1r | Thomas Voeckler (FRA)      | Team Europcar         | 107 pts |
| 2n | Fredrik Kessiakoff (SWE)   | Astana Qazaqstan Team | 103 pts |
| 3r | Chris Anker Sørensen (DEN) | Team Saxo-Tinkoff     | 77 pts  |

|    | Ciclista                 | Equip            | Temps       |
| -- | ------------------------ | ---------------- | ----------- |
| 1r | Tejay van Garderen (USA) | BMC Racing Team  | 74h 23' 27" |
| 2n | Thibaut Pinot (FRA)      | FDJ-BigMat       | + 3' 48"    |
| 3r | Steven Kruijswijk (NED)  | Rabobank ProTeam | + 45' 26"   |

|    | Equip                 | Temps        |
| -- | --------------------- | ------------ |
| 1r | RadioShack-Nissan     | 222h 58' 15" |
| 2n | Team Sky              | + 17' 18"    |
| 3r | Astana Qazaqstan Team | + 28' 53"    |

## Abandonaments
- Fränk Schleck (RadioShack-Nissan): no surt, després que el dia previ es fes públic que havia donat positiu en un control antidopatge.[5]
- Grega Bole (Lampre-ISD): abandona.
- Vladímir Gússev (Team Katusha): abandona.